# Sjöfynd
Sjöfynd är övergivna fartyg eller skeppsvrak eller redskap eller gods, som hör till fartyg, såväl sådant tas upp från botten eller anträffas flytande på vattnet eller uppdrivet på stranden i inom svensk skärgård eller vid svensk kust eller i rikets segelbara insjöar, floder eller kanaler.
Var och en som bärgar ett sjöfynd är skyldig att anmäla fyndet till en polismyndighet, tjänsteman vid kustbevakningen eller tulltjänsteman.
Sjöfyndet ska överlämnas till ägaren mot att han betalar kostnaden för eventuellt kungörande och vården av fyndet till den som har haft kostnaden samt bärgarlön.
Den som vill bärga sjunket gods som har övergetts av ägaren kan efter ansökan hos länsstyrelsen erhålla ensamrätt till bärgning enligt lagen (1984:983) om ensamrätt till bärgning. Ensamrätt får ges bara till den som är lämplig med hänsyn till allmänna och enskilda intressen.

## Tvist
Länsstyrelsens beslut i frågor om ensamrätt får överklagas hos sjöfartsverket genom besvär. Sjöfartsverkets beslut får inte överklagas.
I händelse av tvist bestämmer domstol bärgarlönens belopp.
Polismyndighetens beslut i frågor om sjöfynd får överklagas hos länsstyrelsen. Länsstyrelsens beslut får inte överklagas.

## Om fornfynd
Fornfynd som påträffas på havsbottnen eller dess underlag utanför gränserna för nationell jurisdiktion och som bärgats av ett svenskt fartyg eller förts till Sverige tillfaller staten. Ett skeppsvrak som påträffas på havsbottnen eller dess underlag utanför gränserna för nationell jurisdiktion och som bärgats av ett svenskt fartyg eller förts till Sverige tillfaller staten, om minst etthundra år kan antas ha gått sedan skeppet blev vrak.